# Metizolam
Metizolam (também conhecido como desmetiletizolam) é uma tienotriazolodiazepina que é o análogo desmetilado do etizolam.